# Estación de Fuso de la Reina
Fuso de la Reina es una estación ferroviaria en la línea Trubia-Collanzo, de ancho métrico, localizada en la localidad asturiana de Puerto (Oviedo), en España. Sin servicio de pasajeros desde el año 2009, la actual estación se sitúa en lo que antaño se denominaba estación de Puerto, a escasos metros de su anterior localización.

## Situación ferroviaria
La estación se encuentra en la línea férrea de ancho métrico que une Trubia con Collanzo, de vía única y sin electrificar, con bloqueo automático y CTC.
Su localización es el punto kilométrico 305,0 de la antigua línea Ferrol-Oviedo y el origen de la anterior línea Fuso de la Reina-Collanzo.

## Historia

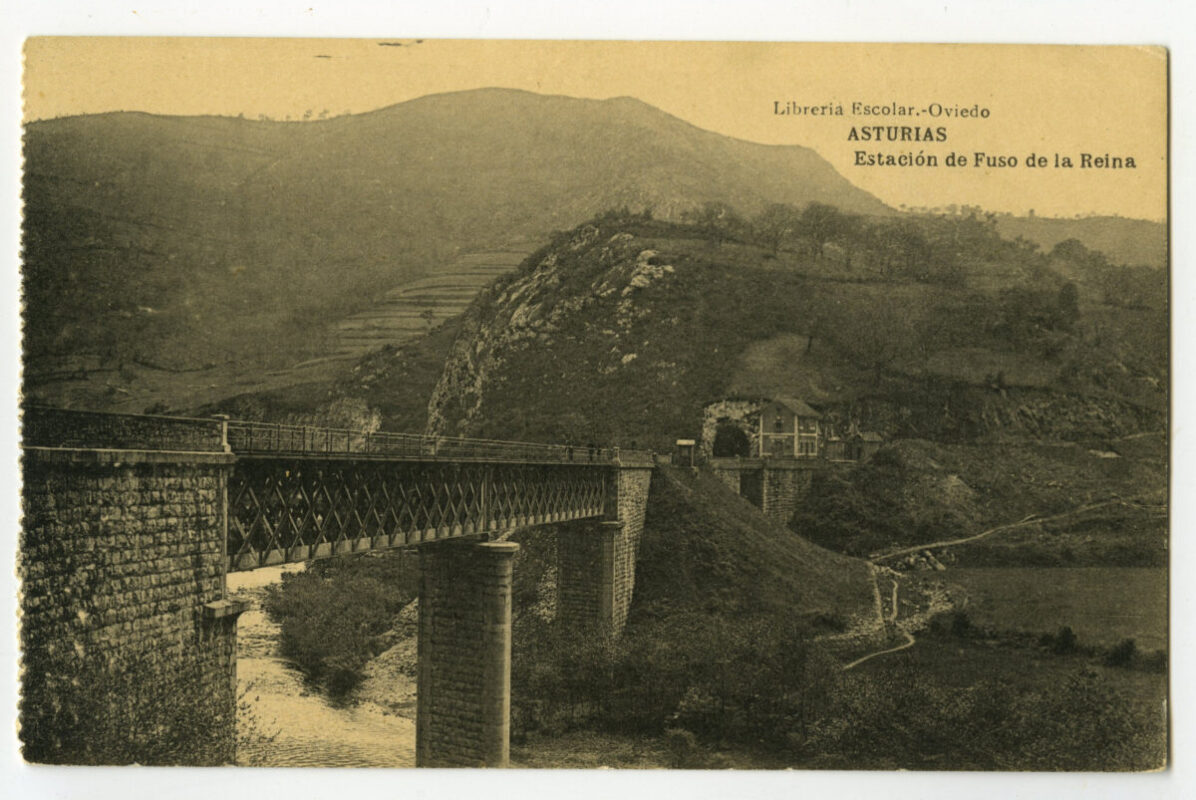
Puente del Forno sobre el río Nalón y estación de Fuso de la Reina (ca. 1910)

La primitiva estación de Fuso de la Reina, de la que se conserva el edificio de viajeros, fue construida por la Sociedad General de Ferrocarriles Vasco Asturiana en la orilla izquierda del río Nalón, en un extremo del puente del Forno. Entre el puente y el edificio el ramal procedente de Oviedo se bifurcaba quedando la estación a modo de isla entre las vías a Collanzo y San Esteban de Pravia. Entró en funcionamiento el 30 de mayo de 1906 y fue estación de transbordo de pasajeros de las líneas Oviedo-Collanzo y Oviedo-San Esteban de Pravia hasta el 3 de febrero de 1999 en quedó fuera de uso ferroviario. Entonces el nombre pasó a la próxima estación de Puerto.

### Antigua estación
La primitiva estación de Fuso de la Reina no figuraba en los proyecto firmados por el ingeniero de la Sociedad General de Ferrocarriles Vasco Asturiana, Valentín Gorbeña, para la construcción de líneas de la compañía. En el proyecto de 1899, Gorbeña contemplaba el empalme de la línea general con el ramal de Oviedo en la localidad de Puerto. Este diseño obligaba a realizar maniobras de retroceso para las circulaciones entre Oviedo y Ujo y viceversa. Debido a esto, en el proyecto de 1901 diseña un triángulo de enlace entre ambas líneas. El triángulo se completaría con un ramal, de 500 m de longitud, que partiría de una aguja en el extremo oeste del puente de Fornos sobre el río Nalón, en el ramal a Oviedo, y llegaría, mediante dos túneles, a enlazar con la línea de Ujo a Trubia.
Los ingenieros del ministerio de Fomento propusieron la construcción de una estación en el vértice más cercano al puente del Forno para el servicio de viajeros entre ambas líneas, que se materializó en la estación de Fuso de la Reina. En el lugar indicado se construyó un edificio entre ambas vías y sus correspondientes andenes, de 60 metros, similar a los de los apeaderos. A diferencia de ellos, la fachada con el nombre de la estación y el resto de elementos se situó en el lado corto que daba a la aguja. Y en el extremo del triángulo más cercano a Trubia se situó la estación de Puerto (empalme), con su playa de vías para las maniobras de los mercancías.
La estación de Fuso de la Reina se puso en funcionamiento con la extensión de la línea de Puerto a Ujo,  Desde ese momento se convirtió en la estación de transbordo para los viajeros de las líneas Oviedo-Ujo y Oviedo-San Esteban de Pravia.
Tras la guerra civil, el aumento de la producción de carbón debido a la política de autarquía del franquismo, requirió de nuevos edificios para albergar viviendas para nuevos empleados. Así, el edificio fue reformado en 1947 según proyecto del arquitecto Enrique Rodríguez Bustelo, que ya había realizado un proyecto, no ejecutado, en 1927. La nueva construcción tenía planta triangular, con la esquina hacia Oviedo redondeada. De tres pisos de altura, las dos plantas superiores se dedicaron a viviendas de personal ferroviario y la baja a los servicios propios de la estación para viajeros (sala de espera, ...) Alrededor de todo el edificio Rodríguez Bustelo colocó una marquesina de hormigón en voladizo, el elemento más característico del edificio.
En abril de 1972, la explotación de las líneas del Vasco fue asumida por la empresa pública FEVE, creada para estos fines. Feve continuó con la explotación de la línea hasta el 3 de febrero de 1999, fecha en que circuló el último tren por el ramal a Oviedo.

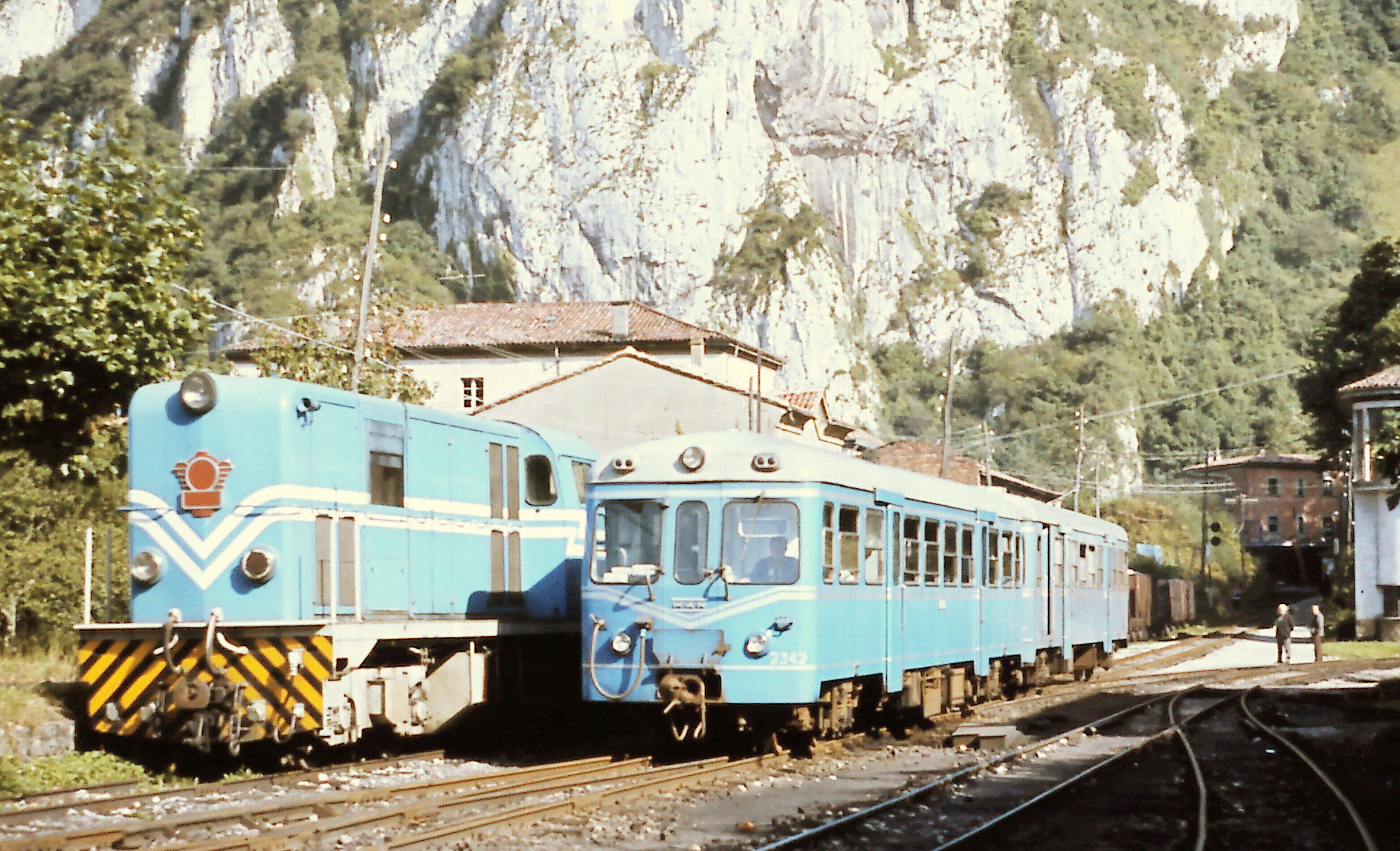
Automotor 2342 de FEVE en la estación de Puerto. A la derecha del mismo se puede observar, al fondo, el edificio de viajeros de Fuso de la Reina, y, recortada, la torre de enclavamientos de la estación. Y a la izquierda, una locomotoras Alsthom, de la serie 1000.

### Cinturón Verde
Con el nombre de Cinturón verde se realizó a finales del siglo XX una operación urbanística para remodelar las vías de ferrocarril dentro de la ciudad de Oviedo. Conocida oficialmente como Remodelación de Estaciones y Trazados de FEVE en Oviedo, el proyecto planteaba el traslado de las vías y estaciones de FEVE existentes dentro del casco urbano al corredor existente de RENFE, incluyendo el ramal de Oviedo a Fuso de la Reina. Para ello su superestructura fue retirada y el tramo entre el Parque de Invierno de Oviedo y la estación de Fuso fue convertida en vía verde.
El nombre de la estación se mantuvo en la cercana estación de Puerto, que siguió manteniendo su función ferroviaria, incluyendo el servicio de viajeros, que se mantuvo hasta el 4 de mayo de 2009, en que se interrumpió dicho servicio entre Trubia y Baíña. Desde entonces han circulado trenes de carbón procedente del Musel con destino a la térmica de Soto de Ribera y trenes turísticos.
Hacia el año 2010 aproximadamente, FEVE abandonó al menos 12 coches de la Serie 3500 de Renfe en el túnel antiguo de Fuso, permaneciendo así a orillas del Río Nalón, al menos hasta el año 2025.